# Spritzdecke

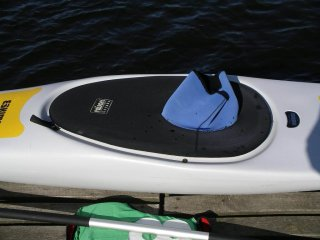
Spritzdecke mit blauem Kamin auf einem Kanupoloboot (Eskimo Gecko)

Die Spritzdecke gehört zur Ausrüstung im Kanusport. Sie dient der Abdichtung zwischen Paddler und Kajak und besteht meist aus Nylon oder Neopren. 
Während beim Wasserwandern eher preisgünstigere Nylondecken bevorzugt werden, werden beim Wildwasserpaddeln, Kanupolo oder Brandungssurfen besser abdichtende Neoprendecken bevorzugt.

## Kaminumfang
Der Kaminumfang ist die Bezeichnung für den Umfang der Öffnung einer Spritzdecke. Je nach Körperumfang des Paddlers muss der Kaminumfang der Spritzdecke auf den Paddler abgestimmt sein. Bei den meisten Spritzdecken aus Nylon oder PVC handelt es sich um Modelle, die sich universell einstellen lassen (oft mit Gummizug). Anders ist es bei den Neoprenspritzdecken, die besonders bei Wildwasser-, Seekajak- oder Slalompaddlern beliebt sind. Das Neopren kann nicht verstellt werden; dadurch ist es notwendig, dass die Spritzdecke einen exakten Kaminumfang hat. Ist der Kaminumfang zu klein, ist die Spritzdecke unbequem, ist der Umfang zu groß, kann Wasser im Zwischenraum zwischen Spritzdecke und Körper ins Boot gelangen; je nach Oberbekleidung über der Spritzdecke kann eine zu weite trägerlose Spritzdecke sogar herunterrutschen.

## Verwendung

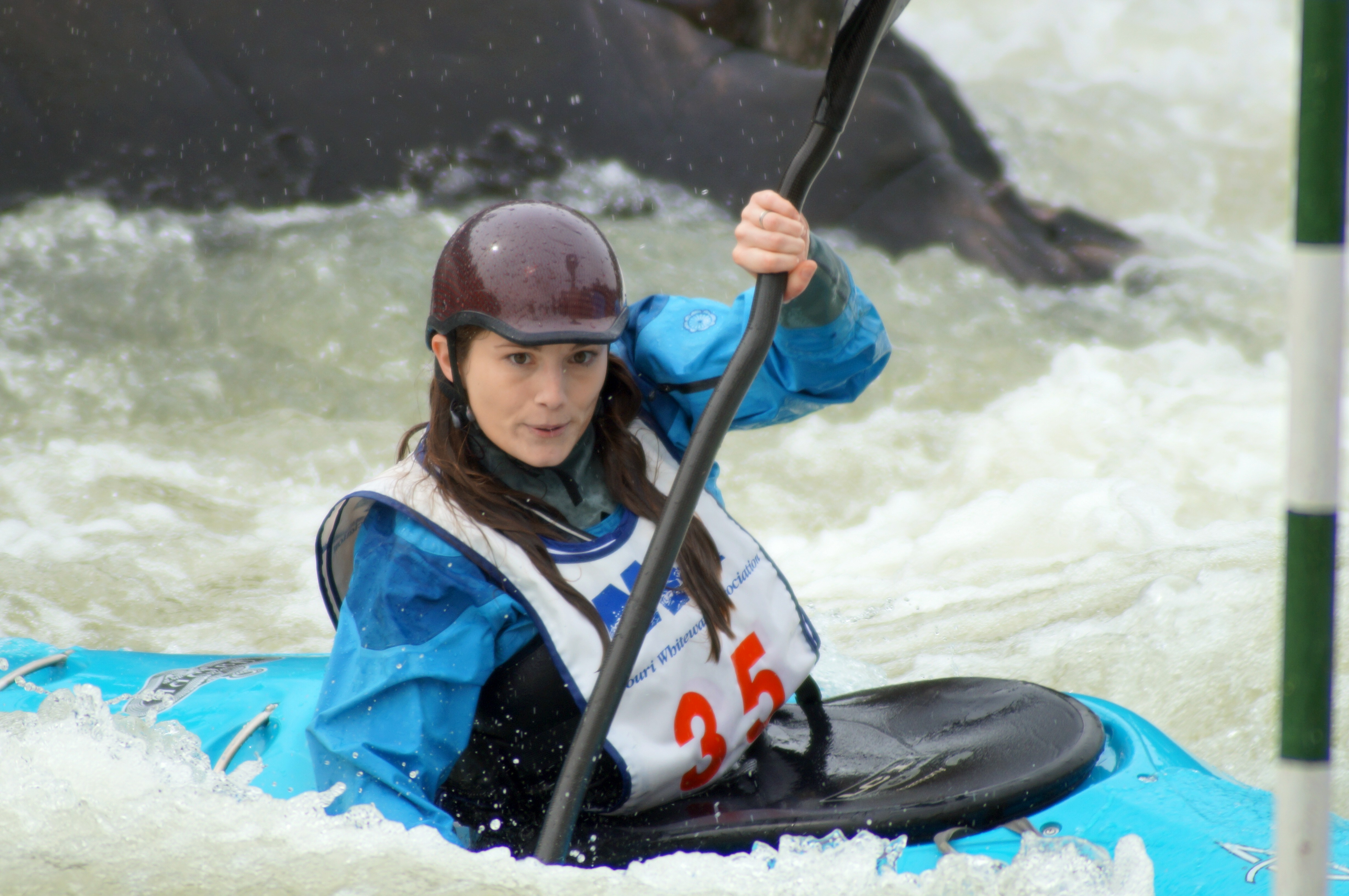
Spritzdecke (schwarz), 2013

Der Paddler zieht sich die Spritzdecke über die Hüften, bevor er ins Boot steigt. Bei einer Nylondecke gibt es zu einem Gummi am oberen Rand, zusätzlich Träger, die die Spritzdecke halten, während bei einer Neoprendecke diese alleine durch den richtigen Kaminumfang gehalten wird. Nachdem er ins Boot gestiegen ist, zieht er die Spritzdecke über den „Süllrand“ der Bootsluke. 
Das hintere Ende wird über den Süllrand gezogen, und dann wird mit Zug nach vorne auch der vordere Teil befestigt. Eventuell noch nicht über den Süllrand gezogene Teile an den Seiten werden danach drüber gezogen.
Dabei ist darauf zu achten, dass der Mechanismus zum Lösen der Spritzdecke frei zugänglich ist. Meist ist dies eine Schlaufe vorne an der Spitze, die nicht unter den Süllrand geklemmt werden darf. Manchmal ist es auch eine längere Schlaufe quer über der Spritzdecke.
Manche Nylondecken haben noch eine zusätzliche Verstärkung eingebaut. Diese Spritzdecken lassen sich zur Not sogar mit den Beinen vom Süllrand lösen. Die fester sitzende und mehr nachgebende Neoprendecke bekommt man jedoch beim Kentern nicht durch Hochdrücken gelöst. 
Beim Wildwasserkanu ist eine Spritzdecke unerlässlich, da sich sonst das Kajak sehr schnell mit Wasser füllt. Auch eine Eskimorolle ist ohne Spritzdecke schwerer, weil das Boot durch das eingedrungene Wasser träger ist und schlechter auf die Bewegungen des Paddlers reagiert; außerdem wäre das Kanu noch nach dem Aufrichten zum Teil mit Wasser gefüllt.
Für eine bessere Abdichtung nach oben ist ein Doppelkamin an der Spritzdecke hilfreich. Dies funktioniert jedoch nur in der Kombination mit einem Doppelkamin an der Paddeljacke.
Beim Kauf einer Spritzdecke muss man darauf achten, dass die Spritzdecke auch wirklich auf den Süllrand passt. Es gibt viele verschiedene Größen, z. B. 64, 72, 86, 92, 103 cm (= Länge der Lukenöffnung). Besonders aufpassen muss man bei Nylonspritzdecken, da diese genau passen müssen und nicht so dehnbar sind wie Neoprenspritzdecken. Bei Neoprenspritzdecken allerdings ist auf den Kaminumfang zu achten, dieser ist nicht so verstellbar wie bei Nylonspritzdecken.
Es gibt auch Spritzdecken für Faltboote, Auslegerkanus, offene 2-er Kajaks und Canadier, diese sind aber meist nur für ein bestimmtes Boot geeignet und relativ teuer, da sie in Kleinserien oder als Einzelanfertigungen hergestellt werden. Bei Canadiern werden sie über Persennings gezogen.